# Municipio de Cross Roads (condado de Martin)
El municipio de Cross Roads (en inglés: Cross Roads Township) es un municipio ubicado en el  condado de Martin en el estado estadounidense de Carolina del Norte. En el año 2010 tenía una población de 1.515 habitantes.

## Geografía
El municipio de Cross Roads se encuentra ubicado en las coordenadas 35°48′8.57″N 77°10′29.86″O / 35.8023806, -77.1749611.